# 短葶黄堇
短葶黄堇（学名：Corydalis pseudorupestris）为罂粟科紫堇属下的一个种。

## 扩展阅读
- 維基物種上的相關：短葶黄堇